# Kainourgia agapī
Kainourgia agapī (Kαινούργια αγάπη in greco) è un singolo del duo greco Antique, tratto dal loro secondo album Me logia ellīnika. Il videoclip questo brano è stato girato nell'isola di Santorini nel 2001.